# Сейф аль-Адель
Мухаммед Ибрагим Макауи аль-Адель — один из лидеров террористической организации «Аль-Каида». По данным ООН, возглавил её после гибели Аймана аз-Завахири.

## Биография
Родился 11 апреля 1960 или 1963 года в Египте. В юности был активным участником исламского джихада и принимал участие в организации убийства Анвара Садата. В 1988 году отправился в Республику Афганистан, чтобы стать «моджахедом» и противостоять Советской армии. Арестован 29 февраля 2012 года в аэропорту Каира.